# Giuseppe Bernardi
Giuseppe Bernardi (25. listopadu 1897, Caraglio – 19. září 1943, Boves) byl italský římskokatolický kněz, zabitý během tzv. Bovesského masakru. Katolická církev jej uctívá jako blahoslaveného mučedníka.

## Život
Narodil se dne 25. listopadu 1897 v Caragliu. Jeho otec Giorgio pracoval jako nádeník, matka Maria přadla hedvábí. Měl pět sourozenců, z nichž tři zemřeli v dětském věku. Ve svých deseti letech vstoupil do kněžského semináře a dne 17. října 1915 začal nosit kleriku. Roku 1917 byl narukován na povinnou vojenskou službu. Roku 1920 z ní pak byl propuštěn.
Dne 29. června 1923 jej biskup diecéze Cuneo-Fossano Giuseppe Castelli vysvětil na kněze. Nejprve působil jako farní vikář v Aisone, od roku 1925 pak jako farní vikář při katedrále Santa Maria del Bosco v Cuneo. Poté působil v sirotčinci v Cuneo, kde měl na starosti vzdělávání. Na to se stal farářem ve vesničce Bersezio (část obce Argentera) a nakonec se stal farářem v Boves.
Dne 19 září 1943 vypukl vůbec první nacistický masakr civilistů v Itálii během druhé světové války, známý jako Bovesský masakr. Během masakru byl jednotkami SS zajat a upálen. Spolu s ním byl také zabit farní vikář z jeho farnosti Mario Ghibaudo. Roku 2016 byly ostatky obou zabitých kněží přeneseny do farního kostela sv. Bartoloměje v Boves.

## Úcta
Beatifikační proces jeho a jeho společníka Maria Ghibauda započal roku 2013, čímž obdrželi titul služebníci Boží. Dne 9. dubna 2022 podepsal papež František dekret o jejich mučednictví.
Blahořečeni pak byli společně dne 16. října 2022 v Boves. Obřadu předsedal jménem papeže Františka kardinál Marcello Semeraro.
Jeho památka je připomínána 19. září. Bývá zobrazován v kněžském oděvu.